# Woodstock (Illinois)
Woodstock település az Amerikai Egyesült Államok Illinois államában, McHenry megyében, melynek megyeszékhelye is. Lakosainak száma 25 630 fő (2020. április 1.).

## Népesség
A település népességének változása:

| 2010 | 24 770 |
| 2020 | 25 630 |